# Ekshärads socken
Ekshärads socken i Värmland ingick i Älvdals härad, ingår sedan 1974 i Hagfors kommun och motsvarar från 2016 Ekshärads distrikt.
Socknens areal är 889,8 kvadratkilometer varav 821,24 land. År 2000 fanns här 3 740 invånare.  Orterna Edebäck och Bergsäng samt tätorten Ekshärad med sockenkyrkan Ekshärads kyrka ligger i socknen.

## Administrativ historik
Socknen har medeltida ursprung. 1789 utbröts Degerlunda socken (nuvarande Gustav Adolfs socken).
Vid kommunreformen 1862 övergick socknens ansvar för de kyrkliga frågorna till Ekshärads församling och för de borgerliga frågorna bildades Ekshärads landskommun. Landskommunen uppgick 1974 i Hagfors kommun.
1 januari 2016 inrättades distriktet Ekshärad, med samma omfattning som församlingen hade 1999/2000.
Socknen har tillhört län, fögderier, tingslag och domsagor enligt vad som beskrivs i artikeln Älvdals härad. De indelta soldaterna tillhörde Värmlands regemente, Elfdals kompani.

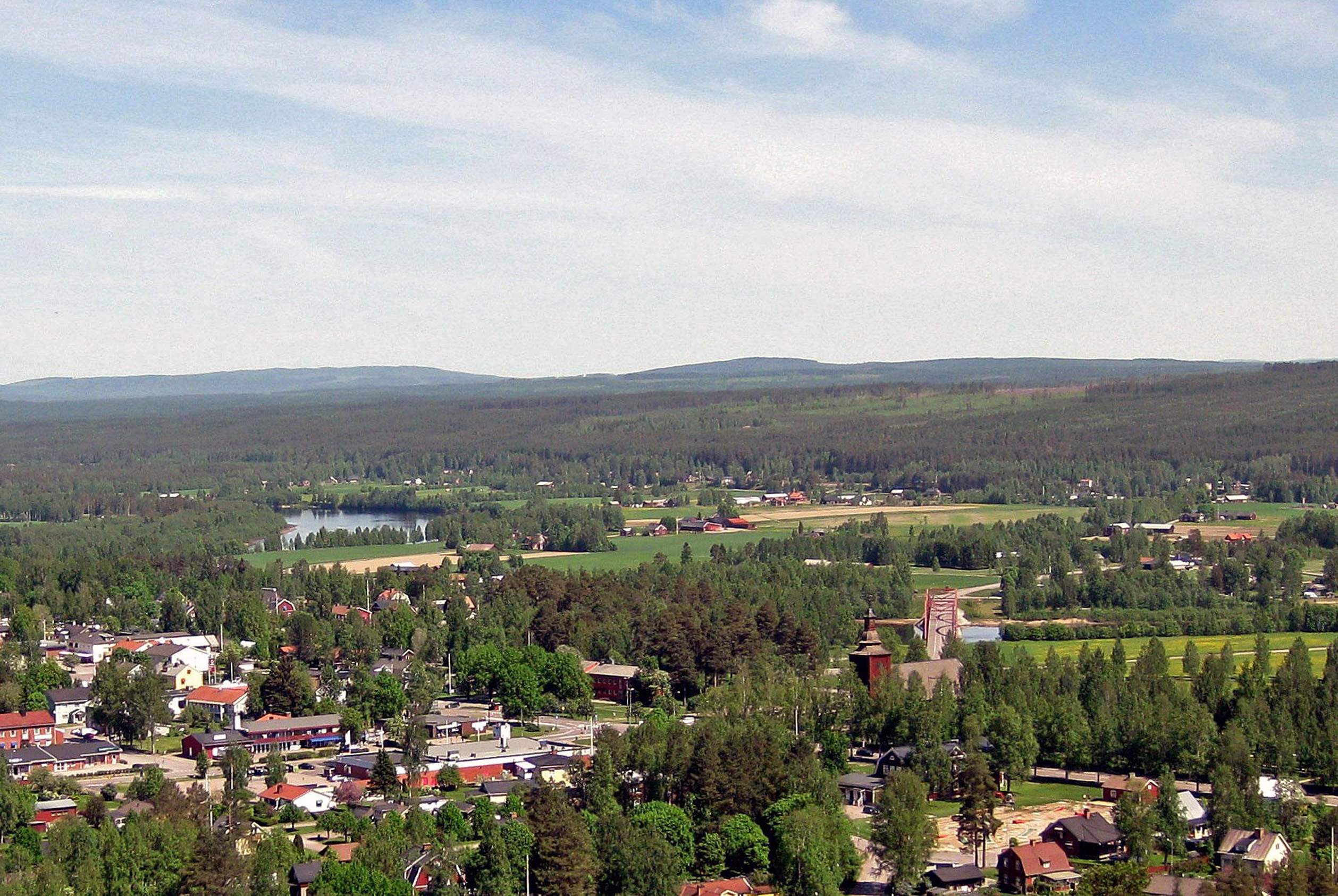
Vy över Ekshärads centrala delar.

## Geografi
Ekshärads socken ligger öster om Torsby kring Klarälven kring sjön Knon och med sjön Naren och Uvån i öster. Socknen har odlingsbygd utmed älven och är i övrigt en kuperad sjörik skogsbygd med höjder som i Tönnesfjället i norr når 498 meter över havet.
Norra Värmlands landskap, i norra barrskogsbältet med skogstäckta bergskedjor, har en dominerande serie av kilometerbreda sammanhängande sprickdalar i riktning SSO - NNV. Dessa sprickdalar i granitplattan, innan gnejsplattan med hyperitinslag tar över omedelbart i väster, utgör tillsammans Klarälvdalen. Berggrunden har viss förekomst av järn och ovanliga mineral, till exempel kyanit. Ingen gruvdrift förekommer, så när som i mindre skala vid Hålsjöberg i Norra Ny mot gränsen till Ekshärad. På flera platser är dock förekomsten av myrmalm och sjömalm riklig.
Vid istidens slut och i samband med att havsfjordarna drog sig tillbaka på grund av landhöjningen lämnades djupa lager av block, grus och sand i Klarälvdalen. Klarälven har sedan gradvis grävt sig ner genom det tjocka övre sandlagret med utpräglade meanderslingor från Vingäng i Dalby socken ned till Edebäck i södra Ekshärad. Höjdskillnaden mellan dessa platser är bara 10 meter över en sträcka på cirka 8 mil, fågelvägen. Vid Edebäck lämnade iskanten en stor mängd sand i ett delta, vilket tvingade Klarälven att söka sig ett annat lopp över den låga bergskam som nu utgör Edsforsen, den första forsen söder om Finnskoga och Dalby, i en ny lång serie av forsar på den 9 mil långa resterande sträckan ner mot Karlstad och Vänern.
Det säsongsberoende vattenflödet på runt 200 m³/s för med sig stora mängder erosionsmaterial, mest i form av sand, från näsens nordsidor och älvens yttersidor i varje krök i det regelbundna meanderloppet genom den flacka älvdalen. Detta material deponeras sedan i sandbankar i det lugnare vattenflödet vid älvkrökarnas innersidor och näsens sydsidor. Efter hand leder erosionens urgröpningar till att älven bryter sig igenom ett näs och skapar en ny fåra fram till nästa älvkrök på samma sida. Den tidigare sträckningen snörs av och slammar igen och bildar så småningom en separat sjö, en så kallad "korvsjö". Näset byter på detta sätt i praktiken sida i dalen, vilket har konsekvenser för ägogränserna. Vattenflödet från bifloder såväl som vårfloden gör att effekten blir mer uttalad allt eftersom man kommer längre söderut i dalen. Innan kraftverksdammar byggdes, speciellt i Höljes i norra Värmland, var stora översvämningar regel och risken större för älvgenombrott än idag. Meandermönstret förflyttas fortfarande söderut, men långsammare.
I denna separata men segelbara del av Klarälven upptar Ekshärads socken den södra delen, i en bred dal från Edebäck i söder till Loffstrand och Fastnäs i norr, där bergen Ennarbolshammaren och Dörrfjället döljer ingången till nästa sprickdal och Norra Ny socken tar vid. Ekshärads skogar och berg med morän, myrar och skogssjöar sträcker sig sedan från gränsen till Dalarna i "tiomilaskogen" i öster fram till gränsen i väster, cirka halvvägs genom "fyramilaskogen" mot Fryksdalen. Ett avbrott utgörs av Västanbergsbygden, en bred bördig dal omedelbart väster om Klarälvdalen, i höjd med Kyrkheden och söderut, med lera/mjäla istället för sandjord och ett större sjösystem med utlopp i Klarälven strax nedanför Edsforsen.

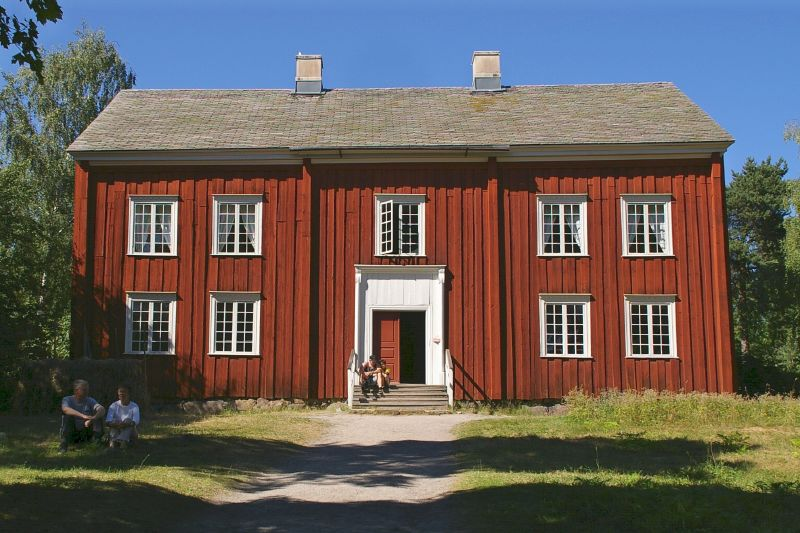
Ekshäradsgården på Skansen i Stockholm. Den flyttades från Norra Skoga i Ekshärads socken till Skansen 1952.

## Sevärdheter
Ekshärad är speciellt känt för sin träkyrka från 1686-88 och kyrkogården med dess järnkors. Järnkorsen är utformade som livsträd och har löst hängande "spelande löv" samt uppstående piggar där bemålade ägg av trä tidigare fästes vid vissa högtider. Korsen har en lång tradition och de finns från 1700-talet fram till våra dagar. De skapades ursprungligen av lokala bysmeder men tillverkas fortfarande av Stjärnsforssmedjan AB som även hade en stor roll vid renoveringen av kyrkan 1927. Då fick Axel Sjöberg (smed) i uppdrag att bl.a. smida emblemet på kyrkotornet såväl som många inre smidesdetaljer i kyrkorummet.
De välbevarade kyrkstallarna från 1700-talet (eller tidigare), ligger direkt norr om den nuvarande kyrkan, bredvid den branta slänten ner till Klarälven och den kvarvarande grunden från en tidigare medeltidskyrka. Kyrkstallarna används idag som verkstäder och butiker för konsthantverkare i en traditionell hantverksgata.
Andra välbesökta sevärdheter är vattenfallen vid Brattfallet i Halgåns sprickdal, omkring 15 kilometer norrut från centralorten, strax öster om Klarälven,  Cirka 15 kilometer sydväst om kyrkan, i Västanbergsbyn Hamras säterområde i bergen, ligger Hamra vadmalsstamp med anor från sent 1700-tal, i bruk fram till moderna tider. En aktiv lokal museiverksamhet håller traditionen vid liv och besökare kan där under sommaren se stora delar av de gamla verksamheterna i funktion.
Ekshäradsgården byggd i början av 1820-talet i Norra Skoga, under 50-talet flyttad till och 1954 återinvigd på Skansen i Stockholm.

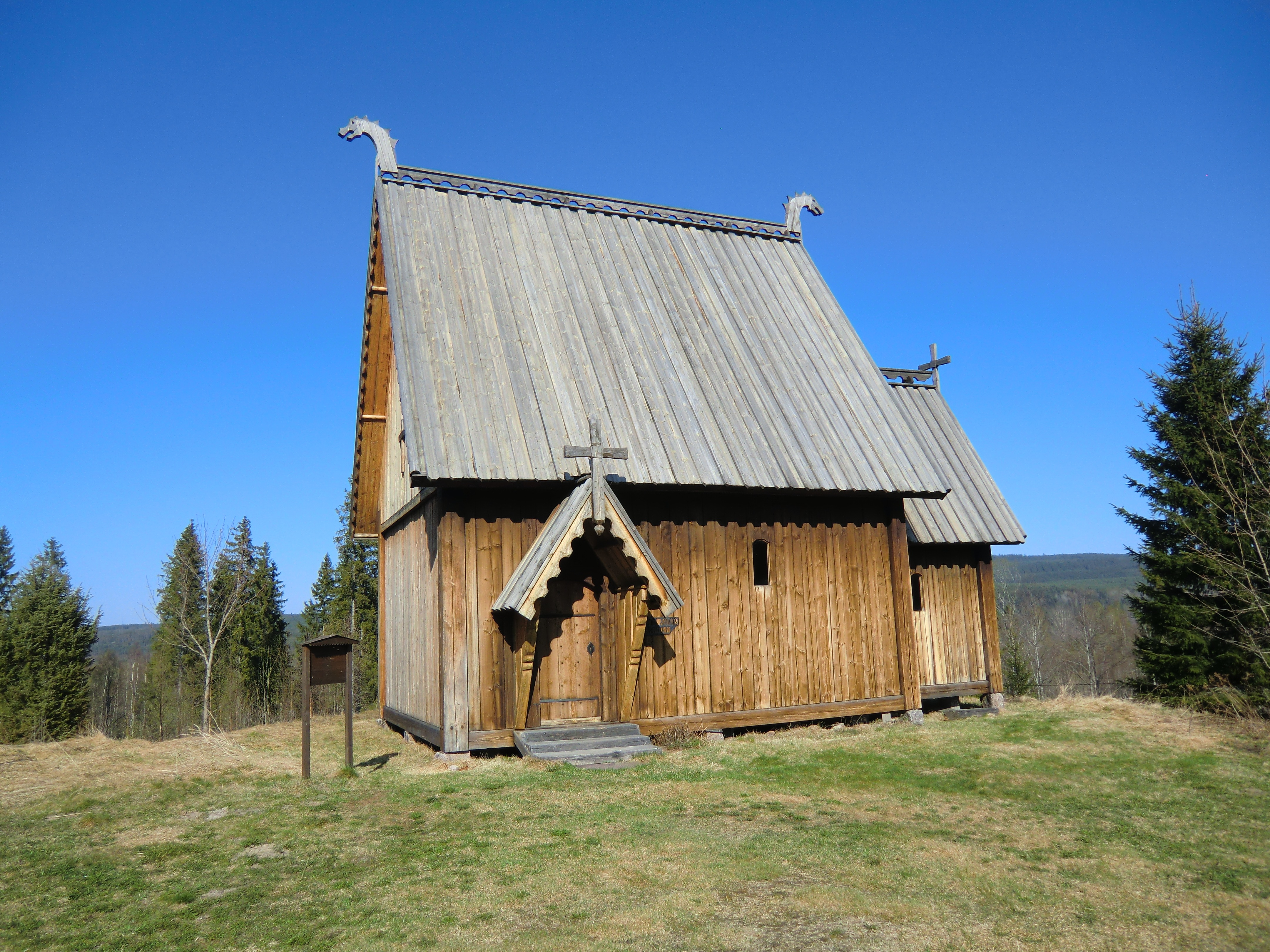
Ekshärads stavkyrka som invigdes 2002 till minne av medeltidens pilgrimsled till Nidaros.

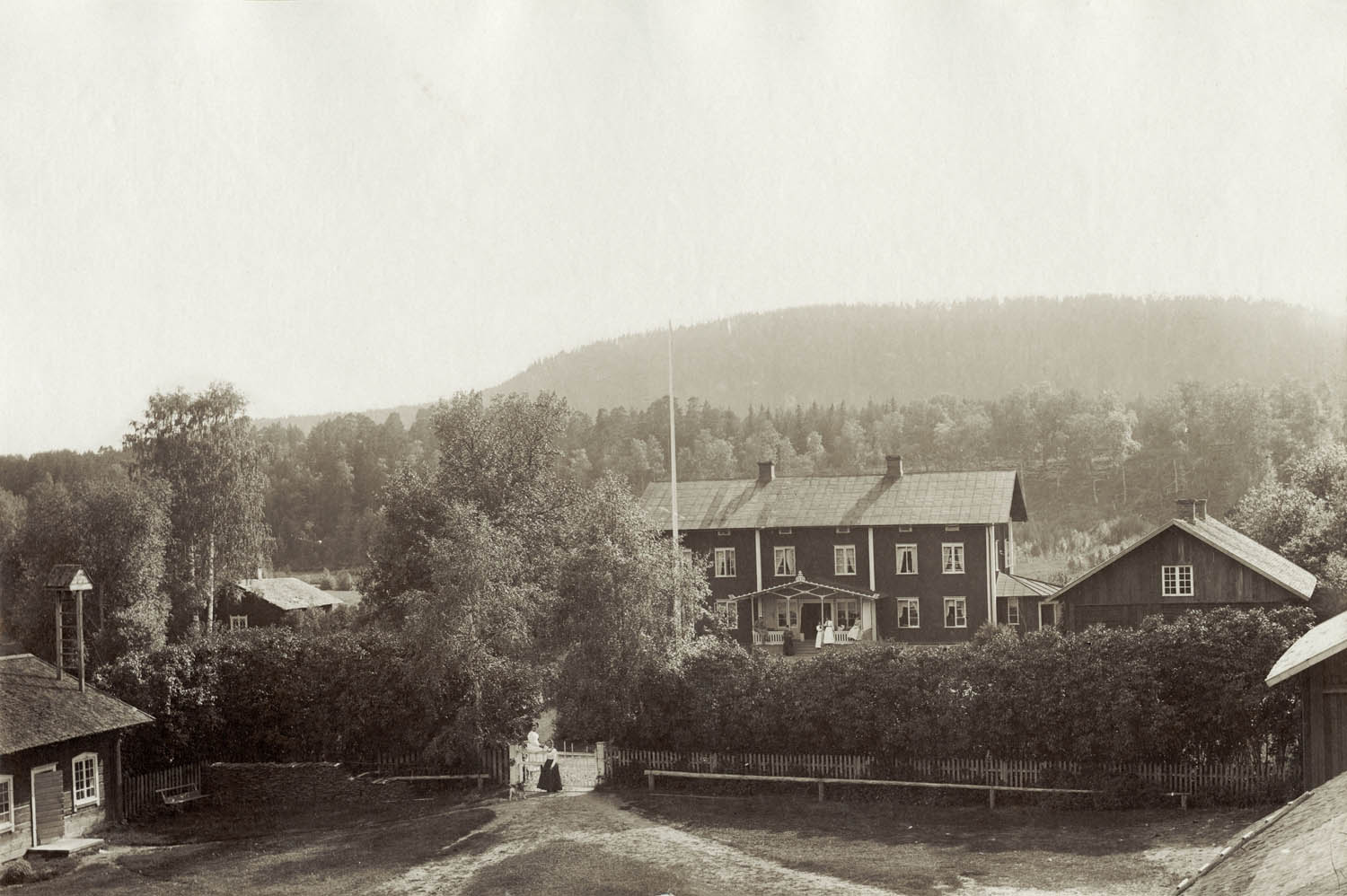
Kyrkoherdeboställe i Ekshärad socken. Foto från omkring 1900.

## Historia
Från bronsåldern finns gravrösen, liksom ett gravfält från järnåldern.
Ur de texter som skrevs om sen järnålder och vikingatid fram till och med 1000-talet av till exempel Adam av Bremen under senare delen av 1000-talet och Snorre Sturlasson i början av 1200-talet kan man förstå att Värmland som geografisk bestämning, distinkt från såväl Norge som det dåtida Sverige var känt tidigt. Av de platsbeskrivningar och ortnamn som speciellt Snorre Sturlasson skrev ner kan man bara dra slutsatser om södra och västra Värmland, inte om norra Klarälvdalen eller Ekshärad. Från Sverres saga kan man dock läsa att kung Sverre Sigurdsson av Norge passerade genom Ækishèrað (gammalnorsk/isländsk stavning) på 1170-talet. Även om direkt skriftlig dokumentation om norra Klarälvdalen från ännu tidigare skeden egentligen saknas, visar såväl dialekten som namn på byar och sjöar kontinuerliga spår från tiden dessförinnan. De många forsarna i älven i norr och syd tillsammans med de djupa och svårframkomliga skogarna i väst och öst verkade både skyddande och i viss mån isolerande från yttervärlden.
De geografiskt naturliga kontaktpunkterna till omvärlden var Dalby i norr till Glommas dalgång och norrut i Norge samt Skoga i södra Ekshärad för kontakter mot södra Värmland och Fryksdalen i väst. Skoga som marknadsplats och tingsställe har mycket gammal hävd. Norrut i Klarälvdalen fanns andra naturliga samlingsplatser och marknadsställen, som Kyrkheden vid Ekesberget i Ekshärad med förbindelsen till Västanbergsbygden såväl som vidare norrut längs älven, till del bestämt av hanterbara dagsresor tur och retur. Handel och fredligt utbyte dominerade men besök av krigsherrar och småkungar utifrån för beskattningssyften och/eller andra maktpolitiska skäl förekom.  De enklare förbindelserna till resten av Värmland gjorde att norra Klarälvdalen tidigt räknades som värmländskt och senare som svenskt område.
Kristendomen bör ha nått fram senast under 1000-talet både från Norge med makten och svärdets hjälp via bl.a. Olav den helige på samma sätt som i Norge, såväl som sannolikt lite mer fredligt sätt utifrån Skara. När underverk sades ha skett vid Olavs grav började pilgrimsfärder till Nidarosdomen i Trondheim även från Sverige, där en av de naturliga vägarna från söder gick via Klarälvdalen och norrut. Dessa pilgrimsfärder pågick från mitten av 1000-talet fram till dess de förbjöds av Sveriges riksdag cirka 500 år senare. Ortnamn och religiösa symboler i de lokala kyrkorna visar dessa spår från tidig medeltid. Olof-dagen, den 29 juli uppmärksammas även idag. Oavsett kristnandet fortlevde traditioner om magi, varelser i skogen som jättar och skogsrå samt småfolket runt gårdarna kvar i högönsklig välmåga åtminstone fram till slutet av 1800-talet.
Centraliseringen och konsolideringen av makten att utkräva skatter från de självägande bönderna och stridigheter om detta via Kalmarunionen 1397 och senare nordiska maktkonflikter påverkade inte Ekshärad och övriga Klarälvdalen speciellt mycket annat än via skatterna i sig och härjningar och brännande av gårdar och byar vid vissa tillfällen när konflikterna mellan de nordiska kungamakterna hettade till. Släkttraditioner lever dock kvar med tidsobestämda berättelser om norska attacker. Till skillnad från många andra delar av Sverige har Klarälvdalen aldrig haft till exempel adel som via förläningar från centralmakten direkt och lokalt styrt och beskattat befolkningen. Självägande bönder har varit grunden, även om inflytandet via markinköp av Uddeholmsbolaget sedan 1700-talet har varit tydligt.
Ett fredligt inflytande utifrån utgjordes av de svedjefinnar som inflyttade till skogsmarkerna runt Klarälvdalen och västerut in i Norge runt 1500- och 1600-talen. Majoriteten av invandringen skedde i de nordliga socknarna och till mindre del i Ekshärad. Vissa konflikter med den tidigare befolkningen på grund av konkurrens om skogens utnyttjande var oundvikliga, men i stort levde folkgrupperna fredligt om än förhållandevis åtskilt. En finsk kultur levde kvar till 1800-talet men integrationen har kvarlämnat så gott som bara namn på byar, berg och sjöar bland annat i vad som fortfarande kallas Finnskoga i norr.
Befolkningen har sedan tidigt bedrivit jordbruk och odlat hö, havre, lin och rotfrukter. Kreatursskötseln var mycket viktig och skogarna utnyttjades intensivt som betesmarker och för höskörd under somrarna vid sätrarna uppe bland bergen, det som till skillnad från i Norge och Värmland kallas fäbodar i andra delar av Sverige. Timmer från skogarna utnyttjades tidigt för byggnadsmaterial och för framställande av kol för den lokala järnhanteringen baserad på sjö- och myrmalm. Mer industriell järnhantering påbörjades under 1700-talet med stångjärnshammare vid lämpliga mindre forsar där närheten till kolförsörjning från skogarna var viktig och dit järn från gruvområdena i östra Värmland fraktades. Denna verksamhet centraliserades till Hagfors i slutet av 1800-talet och de mindre bruken i bland annat Ekshärad lades ner.
Järnverket i Hagfors var en viktig arbetsgivare, men har nu minskat en del i vikt i och med specialiseringen och det utländska ägandet. Sedan 1800-talet har jordbruket minskat till så gott som enbart odling av hö och potatis (Ekshäradspotatis). Kreatursskötseln har i praktiken upphört helt. Däremot har skogsnäringen växt mer och mer i inflytande både avseende virke som massaved. Den tidigare intensiva flottningen på Klarälven, ända från Norge och skogssocknarna i Klarälvdalen överflyttades till landsvägstransporter och flottningen avslutades 1991, som sista flottningsälv i Sverige. Den lokala entreprenörsandan har tagit tillvara den nu timmerfria älven och veckolånga flottfärder nedför Klarälven ned till Edebäck har blivit ett inslag i den turistnäring som är under utveckling.
Avfolkningen har minskat något i hastighet och lokala mindre industrier växer sakta fram. Ett minskande av de naturliga och historiska förbindelserna mellan de tidigare socknarna/kommunerna blev en följd av uppsplittrandet av norra Klarälvdalen mellan Torsby och Hagfors i kommunsammanslagningarna i början av 1970-talet.

## Historier om indianer från Ekshärad
Runt om i Värmland, både i tal och skrift, används ofta mönstret: "Det var en Ekshäring..." när roliga historier ska berättas om någonting klurigt, ovanligt eller slagfärdigt. Detta lite exotiska avspeglar sig också i den väl spridda kopplingen mellan Ekshärad och indianer. Det finns många mer eller mindre fantasifulla förslag till varför det har blivit så, men att kopplingen finns och är vida spridd är helt klart.
Kvarlevande berättelser inklusive en version nedtecknad under senare delen av 1700-talet av Erik Fernow berättar om en utgrävning 1675 av en av bronsåldersgravarna på Ekesberget, dominerande strax sydväst om kyrkan, där man ska ha funnit skelettet efter en mycket högrest man med en stålbåge vilande på sitt bröst. Enligt traditionen skulle den gravsattes namn ha varit Hök, Höke eller Hökes och orten givits namn efter honom: Hökes härad. Oavsett sanningshalten av detta är det belagt att orten kallades Ækisherað så tidigt som slutet av 1100-talet.
Samma källor berättar också om hur befolkningen i socknen skulle ha dött ut i samband med digerdöden i slutet av 1300-talet. Den överväxta kyrkan sägs långt senare ha återfunnits av en slump av en kringströvande jägare som sköt ett pilskott mot kyrktuppen, vilken han trodde var en tjäder. Även om de gamla berättelserna kanske inte håller för en modern källkritisk granskning, så ingick faktiskt pil och båge (armborst) i sigillet för Älvdals härad, känt redan 1638, vilket i sig påverkade utformningen av det vapen som Ekshärads kommun lät utforma och som användes från 1953: ett armborst och två pilar.
Med andra ord har pil och båge helt klart med Ekshärad att göra. Steget ifrån "vild man från skogen med pil och båge" till indian är alltså inte så långsökt, även om den mer vitt spridda användningen av begreppet "Ekshäradsindian" verkar ha skett först efter att Ekshärads vapen blev officiellt 1953, och då mest som ett lite retsamt tillmäle från icke-ekshäringar. En annan förklaring är att när timmer flottades på Klarälven från Ekshärad ner till Forshaga, så möttes Forshagaborna av folk med brunbrända överkroppar och en svårbegriplig dialekt. Det tillsammans med deras korta, men snabba tal gjorde att de sågs som vildar, vilket gav upphov till benämningen "indianer".
Ekshäradsborna har dock tagit till sig det tillmälet som om det vore en hederstitel och indianspår återfinns nu på många ställen i Ekshärad.

## Namnet
Namnet, som 1503 skrevs Ekysherrede, är ett bygdenamn med efterleden härad, bygd. Förleden kan innehålla eke, 'ekdunge' eller Ekir, 'Eksjön' ett äldre namn på Mossbergssjön sydväst om kyrktrakten.

## Dialekt
Dialekten som talas i Ekshärad kallas ekshäring, precis som benämningen på invånarna.
Dialekten i Ekshärad har många likheter med götamålen i Värmlands södra och västra delar, men avviker också från dessa i många avseenden. Dialekten uppfattas därför ofta som säregen och svårbegriplig.
Fornnordiska ordformer och uttal finns bevarade i Ekshäradsdialekten där nutidssvenskan gått en annan väg. Typexempel är bland annat vanliga frågeord som i äldre svensk stavning skrevs: Hvar, Hvad, Hvem / Hvilken, Hvarför. I Ekshärad uttalas motsvarande ord som: Hôr / Hôrt, Hônt, Hôcken (fem. Hôcka), Haffôr. Det gamla ordet Huruledes, som i modern svenska ersatts med Hur heter i Ekshärad: Hôss. Ljudet som här betecknas ô är ett mer slutet, bakre, ö-liknande ljud än i södra Värmland, med en dragning mot a eller å.
En av egenheterna i Ekshäradsdialekten är att sista stavelsen i många ord helt utelämnas (apokope), till exempel: Tââł (Tala), Gäär (Göra), Stôôg (Stuga), Ekshär (Ekshärad). Ofta förlängs dock en kvarvarande vokal, som beroende på sammanhanget kan uttalas med en tydligt akut accent, ibland på gränsen till dubbel accent, det vill säga separat betoning i början och i slutet av vokalen. Egentliga diftonger saknas numer i dialekten. Jämför till exempel norska/jämtska Gaupa (Lodjur) och Sau (Får) som blir Gôp (hårt g) respektive Sô.
Exempel: Jä vart nôllit ilsvin når jä så gôpa jag ätt söan noła jââł (Jag blev mycket orolig/ängslig när jag såg ett lodjur jaga fåren /norr om/norrut vid/ gärdet).
Dialekten i Norra Ny, direkt norrut efter Klarälvdalen, är mycket lika Ekshäradsdialekten, dock med tonande i och y (som i Viby utanför Örebro, i norra Bohuslän och på Lidingö). I Dalby, norr om Norra Ny, talas också en mycket närbesläktad dialekt, dock ofta med mjukare k, uttalat tj. Dialekten i Hagfors i sydost är snarlik den i Ekshärad, men har flera drag av sydligare dialekter: Hûnn (Hunden) blir Huun, med dubbel accent, Gäär (Göra) blir Göör, Hôss (Hur) blir Vass eller Valls. Dessutom används ett bakre sje-lud, motsvarande tyska Ach, i Hagfors men knappast inte alls i Ekshärad.
Etermedia har troligen haft viss inverkan, men nedläggningarna av byskolorna med större centralisering, där man till och med så sent som under 1960-talet kunde bli bestraffad om man talade dialekt i skolan, har medfört att yngre generationer talar en mer utslätad version av Ekshäradsdialekten där de tidigare skillnaderna mellan byarna mer och mer försvinner. De gamla orden byts ut mot mer rikssvenska ord. Dessa nya ord uttalas dock enligt dialektens regler, till exempel vad avser den bland annat genusberoende obestämda och bestämda formen i singularis och pluralis, till exempel: Bil (Bil), Biln (Bilen), Bilûr (Bilar), Bilan (Bilarna) eller Yx (Yxa), Yxa (Yxan), Yxûr (Yxor), Yxan (Yxorna). Ett uppsving av intresset för "rötter" som dialekt och lokal kultur har skett under senare decennier, där skrifter, ordböcker och lokala föreningar medverkar till en annan balans än tidigare.  En del av det gamla har försvunnit, men trenden har vänt.

## Befolkningsutveckling
| Befolkningsutvecklingen i Ekshärads socken 1750–1990                                                     | Befolkningsutvecklingen i Ekshärads socken 1750–1990 | Befolkningsutvecklingen i Ekshärads socken 1750–1990 | Befolkningsutvecklingen i Ekshärads socken 1750–1990 | Befolkningsutvecklingen i Ekshärads socken 1750–1990 |
| --- | ---------------------------------------------------- | ---------------------------------------------------- | ---------------------------------------------------- | ---------------------------------------------------- |
| |                                                      |                                                      |                                                      |                                                      |
| År |                                                      |                                                      | Folkmängd                                            |                                                      |
| 1750 | 1750                                                 |                                                      | 2 045                                                |                                                      |
| 1760 | 1760                                                 |                                                      | 2 347                                                |                                                      |
| 1769 | 1769                                                 |                                                      | 2 513                                                |                                                      |
| 1780 | 1780                                                 |                                                      | 2 666                                                |                                                      |
| 1790 | 1790                                                 |                                                      | 3 077                                                |                                                      |
| 1800 | 1800                                                 |                                                      | 3 071                                                |                                                      |
| 1810 | 1810                                                 |                                                      | 2 907                                                |                                                      |
| 1820 | 1820                                                 |                                                      | 3 249                                                |                                                      |
| 1830 | 1830                                                 |                                                      | 3 890                                                |                                                      |
| 1840 | 1840                                                 |                                                      | 4 368                                                |                                                      |
| 1850 | 1850                                                 |                                                      | 4 822                                                |                                                      |
| 1860 | 1860                                                 |                                                      | 5 876                                                |                                                      |
| 1870 | 1870                                                 |                                                      | 6 991                                                |                                                      |
| 1880 | 1880                                                 |                                                      | 7 317                                                |                                                      |
| 1890 | 1890                                                 |                                                      | 7 184                                                |                                                      |
| 1900 | 1900                                                 |                                                      | 7 422                                                |                                                      |
| 1910 | 1910                                                 |                                                      | 7 166                                                |                                                      |
| 1920 | 1920                                                 |                                                      | 6 750                                                |                                                      |
| 1930 | 1930                                                 |                                                      | 6 551                                                |                                                      |
| 1940 | 1940                                                 |                                                      | 6 177                                                |                                                      |
| 1950 | 1950                                                 |                                                      | 5 835                                                |                                                      |
| 1960 | 1960                                                 |                                                      | 5 645                                                |                                                      |
| 1970 | 1970                                                 |                                                      | 4 781                                                |                                                      |
| 1980 | 1980                                                 |                                                      | 4 336                                                |                                                      |
| 1990 | 1990                                                 |                                                      | 4 147                                                |                                                      |
| Anm: Källor: Umeå universitet - Tabellverket 1749-1859, Demografiska databasen, CEDAR, Umeå universitet. |                                                      |                                                      |                                                      |                                                      |

## Personer från bygden
- Carl-Johan Bergman, skidskytt
- David Ekholm, skidskytt
- Lennart Hall, musikprofessor
- Bertil Jonasson, centerpartistisk riksdagsledamot
- Lars Löfgren, chef för bland annat TV-teatern och Kungliga Dramatiska Teatern
- Gunnar Olsson, professor i kulturgeografi vid Uppsala universitet
- Axel Sjöberg (smed), konstsmed, uppfinnare, tandatlet